# Giorgio Gaber
Giorgio Gaber, vlastním jménem Giorgio Gaberscik, (25. ledna 1939 – 1. ledna 2003) byl italský zpěvák a kytarista. Narodil se v Miláně a vystupovat začal koncem padesátých let. Spolupracoval například s Luigim Tencem. Roku 1958 spolu například napsali píseň „Ciao ti dirò“. Gaber později vydal řadu alb. Byl dlouholetým kuřákem a zemřel ve věku 63 let na rakovinu.